# Fred Gingell
Pour les articles homonymes, voir Gingell.
Fred Gingell (18 novembre 1930-6 juillet 1999) est un homme politique canadien de la Colombie-Britannique. Il est député provincial libéral de la circonscription britanno-colombienne de Delta South de 1991 jusqu'à son décès du cancer en 1999,,.

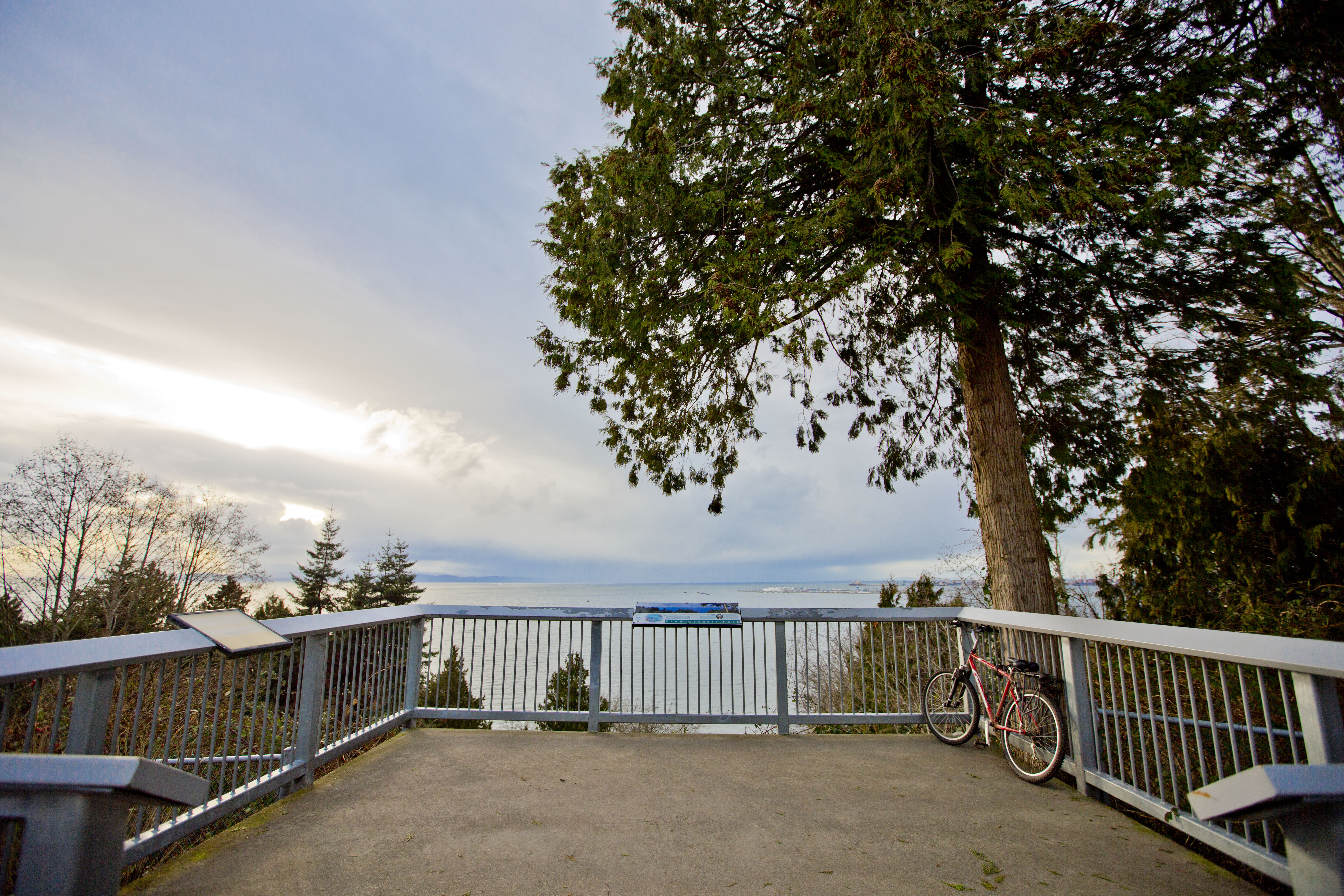
Parc Fred Gingell Park, belvédère

Né à Londres, Gingell est critique en matière de finance pour son parti, ainsi que chef de l'opposition officielle de février 1993 à mars 1994.
Il sert comme premier président de l'université polytechnique Kwantlen (en).
Le parc Fred Gingell de Tsawwassen (en) est nommé en son honneur. Un programme provincial de lutte contre le bégaiement est nommé Fred Gingell Memorial Stuttering Treatment Support Program.